# Ohrmuschel

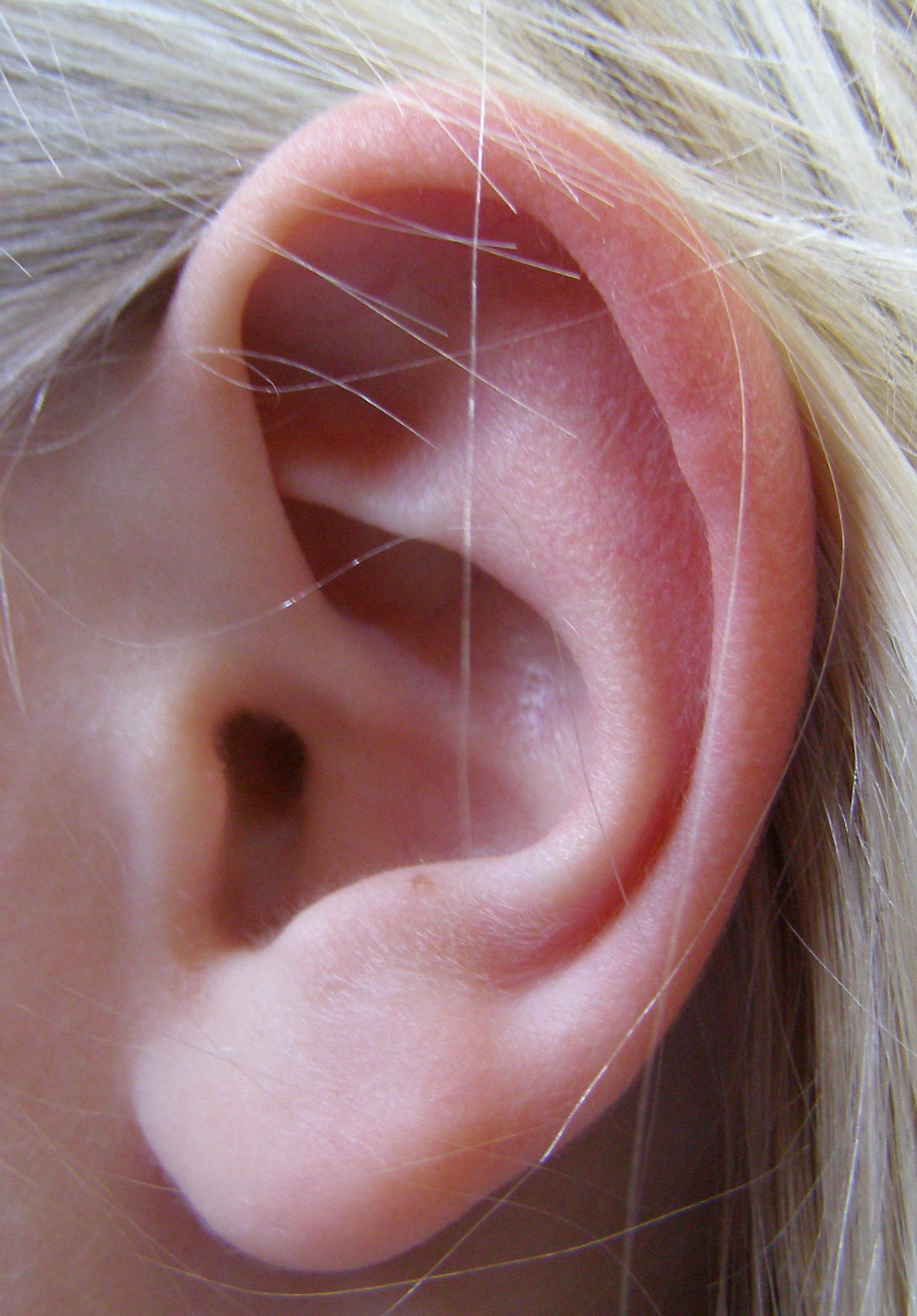
Menschliches Ohr

Die Ohrmuschel (Auricula auris) ist ein Teil des Außenohrs bei Säugetieren um den äußeren Gehörgang. Gestalt und Steife gibt ihr ein von Haut überzogenes Gerüst elastischen Knorpels (Cartilago auriculae). Sie dient dem Auffangen von Schallwellen und der Lokalisation einer Schallquelle. Die Ohrmuscheln der meisten Säugetiere sind beweglich und in Form und Stellung durch Ohrmuskeln veränderbar, beim Menschen nur in geringem Umfang.
Die Ohrmuschel ist reich gegliedert und zeigt Vorwölbungen und Vertiefungen mit individuell variabler Ausprägung. Den geschwungenen äußeren Rand bildet die Ohrleiste (Helix), unterschiedlich stark eingerollt und bisweilen mit zipfeligem Höckerchen (Tuberculum auriculae). Etwa parallel verläuft innen die Gegenleiste (Anthelix) mit zwei Schenkeln. Sie grenzt die Ohrmuschelhöhle (Cavum conchae) ab, die den Zugang zum äußeren Gehörgang bildet. Der darüberliegende Höcker (Tragus) stellt bei Fledermäusen einen bewegbaren Ohrdeckel dar. Beim Menschen hat die Ohrmuschel ein knorpelloses Anhängsel, das Ohrläppchen (Lobulus auriculae).

## Anatomie der Ohrmuschel des Menschen
Die Ohrmuscheln des Menschen sind individuell geformt. Die Ohrmuschelform wird vererbt und kann für Vaterschaftsnachweise herangezogen werden. Die Beweglichkeit der Ohrmuscheln wird durch die Ohrmuskulatur vermittelt, ist beim Menschen aber ohne funktionelle Bedeutung und lässt allenfalls ein Wackeln zu. Die Ohrmuschel besteht aus elastischem Knorpel, Knorpelhaut (Perichondrium) und Haut. Die Ohrmuschel ist durch Bindegewebe am Periost des Schläfenbeins und seinem Warzenfortsatz (Processus mastoideus) befestigt. Es ist teilweise bandartig verstärkt (Ligamentum auriculae anterius, posterius und superius). Die Blutversorgung erfolgt durch die Arteriae auriculares anteriores und den Ramus auricularis der Arteria auricularis posterior. Der Blutabfluss wird durch die gleichnamigen Venen und die Venae temporales superficiales realisiert. Der Lymphabfluss erfolgt über die Lnn. retroauriculares und die Lnn. parotidei.

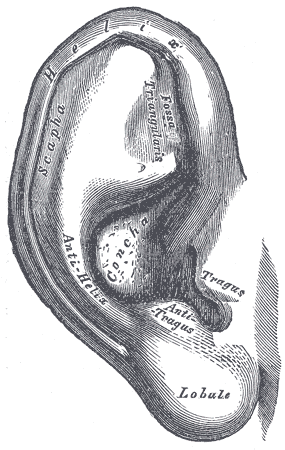
Die einzelnen Bestandteile der Ohrmuschel

Die Ohrmuschel weist auf der Vorder- und Rückseite mehrere Erhebungen und Vertiefungen auf. Einer Erhebung auf der einen Seite entspricht eine entsprechende Vertiefung auf der anderen Seite. Der äußere Rand wird als Ohrleiste (Helix) bezeichnet. Sie weist manchmal eine Verdickung auf, das Tuberculum auriculae, auch als Darwin-Ohrhöcker bezeichnet. Ihr gegenüber liegt die wulstige Gegenleiste (Anthelix), die sich im oberen Drittel des Ohres in einen oberen und einen unteren Schenkel (Crus superius anthelicis und Crus inferius anthelicis) verzweigt. Die beiden Schenkel umgrenzen eine dreieckige Vertiefung (Fossa triangularis). Zwischen Helix und Anthelix liegt eine als Scapha bezeichnete Rinne. Die Ohrhöhlung (Concha auriculae) der Vorderseite führt über den Gehörgangseingangstrichter (Cavum conchae) zum äußeren Gehörgang. Der den Eingang zum Gehörgang überlappende Höcker wird als „Ziegenbock“ (Tragus) bezeichnet. Das Ohrläppchen (lat. Lobulus auriculae) ist der weiche Teil der unteren Ohrmuschel, der nicht vom Ohrknorpel gestützt wird.
Die wichtigste Vertiefung auf der Ohrmuschelrückseite ist der von oben nach unten und über fast die gesamte Länge des Ohres verlaufende retroauriculäre Sulcus (Fossa anthelicis). Diese Vertiefung entspricht der Rückseite der Anthelix und kann manchmal recht ausgeprägt sein.
Der Schall wird an den Reliefkanten der Ohrmuschel gebrochen und dadurch – abhängig von seinen Frequenzanteilen – verschieden gedämpft. Die Ohrmuschel bewirkt, dass der Schall, der von hinten kommt, etwas gedämmt wird. Dadurch kann das Gehirn Informationen über die räumliche Herkunft einer Schallquelle gewinnen, insbesondere ob ein Geräusch von vorne oder hinten kommt. Die Form, Größe und Stellung der Ohrmuscheln sind auch für den optischen Gesamteindruck des Gesichtes von Bedeutung. 

## Vergleichende Anatomie

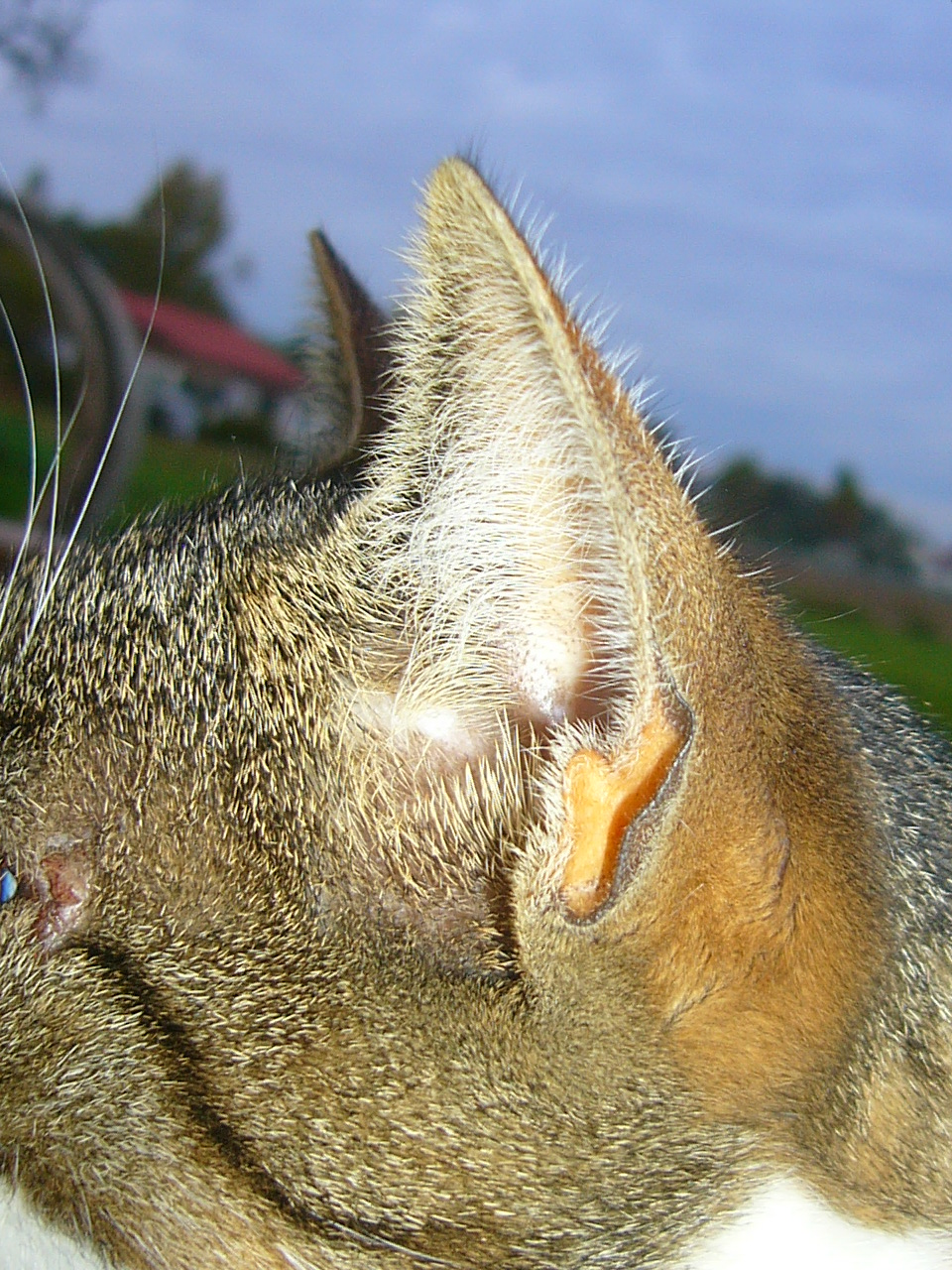
Ohrmuschel einer Katze mit dem Tragus und Antitragus (Tasche zum Richtungshören)

Die Ohrmuschel ist bei den Säugetieren vielgestaltig. Häufig ist sie spitz ausgezogen und wird daher mit dem lateinischen Wort für Feder, Flügel oder Flosse auch Pinna genannt. Sie ist durch verschiedene äußere Ohrmuskeln beweglich, so dass sie zur Schallortung ohne Kopfbewegung eingesetzt werden kann. Darüber hinaus spielen Bewegungen der Ohrmuschel auch eine Rolle bei der sozialen Kommunikation („Ohrspiel“). Die Haut ist gut durchblutet und trägt bei Tieren warmer Klimate auch zur Wärmeabgabe bei. Daher ist bei diesen Tieren die Ohrmuschel häufig relativ groß, während sie bei Tieren der kälteren Klimazonen sehr klein ist. Der elastische Ohrknorpel (Cartilago auriculae) bestimmt Form und Steifheit der Ohrmuschel.
Die konkave Seite der Ohrmuschel wird als Tütenhöhle (Scapha), die Außenseite als Ohrrücken (Dorsum auriculae) bezeichnet. Der freie Rand wird Helix genannt. Die Tütenhöhle führt in den Ohrmuscheltrichter (Cavum conchae) und dieser wiederum in den vertikalen Teil des äußeren Gehörgangs. In Übertragung der Bezeichnungen aus der Anatomie des menschlichen Ohrs wird der nach vorn und innen gelegene Rand des Eingangs des Cavum conchae als Tragus bezeichnet, die gegenüberliegenden Wulste vorn-seitlich als Antitragus.

## Entwicklungsgeschichte
Die Ohrmuschel entwickelt sich aus dem Gewebe um die erste Kiemenfurche. Dabei bilden die ersten drei mesenchymalen Höcker des ersten Kiemenbogens und der vierte bis sechste mesenchymale Höcker des zweiten Kiemenbogens die eigentliche Ohrmuschel, während Concha und äußerer Gehörgang aus der ersten Kiemenfurche entstehen. Um die siebte Schwangerschaftswoche bildet sich ein Großteil des Mesenchyms des ersten Kiemenbogens wieder zurück, so dass etwa 85 % der endgültigen Ohrmuschel aus dem zweiten Kiemenbogen stammt.

## Krankheiten
Es gibt zahlreiche Missbildungen der Ohrmuschel, die bis zum völligen Fehlen derselben (Anotie) reichen. Bei Missbildungen vom Grad I sind alle grundlegenden Strukturen vorhanden. Ist die Anthelix zu schwach oder gar nicht ausgebildet, bedingt dies ein Abstehen der Ohrmuschel (Apostasis otum). Darüber hinaus gehören Ohrvergrößerungen (Makrotie) und Tassendeformitäten in diese Gruppe. Missbildungen vom Grad II umfassen Tassenohren und Miniohren. Hier ist der operative Aufwand zur Korrektur bereits höher, weil zusätzliches Knorpel- und Hautgewebe zur Korrektur benötigt wird. Bei Missbildungen vom Grad III fehlen die Strukturen der normalen Ohrmuschel vollständig. Sie sind häufig auch mit Fehlbildungen des äußeren Gehörgangs oder des Mittelohrs vergesellschaftet.
Beim Othämatom kommt es zu einer Blutung zwischen Ohrknorpel und äußerer Haut.

## Ohrmuscheln und Kunstkopf-Stereophonie
Bei der Kunstkopfaufnahmetechnik (binaurale Tonaufnahme) werden in einen nachgebildeten Kopf mit Ohrmuscheln an die Stelle des Gehörgangs (nicht des Trommelfells) Mikrofone eingebaut, um so dem Hörer ein möglichst originalgetreues Klangerlebnis über Kopfhörer zu bescheren. Bei größeren Unterschieden zwischen den Ohrmuscheln des Kunstkopfes und den eigenen Ohrmuscheln gibt es Probleme in der Richtungslokalisation der Kunstkopfdarbietung. Besonders die Vorne-Richtungen erscheinen schräg nach oben bis zu 30° angehoben (Elevation) oder sind allein hinten zu lokalisieren. Beim Hören mit Kopfhörern sind die eigenen Ohrmuscheln „abgeschaltet“.